# Tapajohoughia tropica
Tapajohoughia tropica là một loài ruồi trong họ Tachinidae.